# Émile Maggi
Émile Maggi (né le 12 mars 1908 à Tucquegnieux - mort le 19 avril 1986 au Raincy) était un athlète français spécialiste de la marche athlétique.

## Carrière sportive
Il a été affilié à l'AS Est.
Il a représenté la France, aux Jeux olympiques d'été de 1948, à Londres, puis en Jeux olympiques d'été de 1952 à Helsinki.

## Palmarès
Plusieurs Records de France de l'heure, des deux heures, des 20.000 et 50.000 m entre 1941 et 1955.

### Championnats de France
- Champion de France sur 10 km marche (6):
  -  en 1941, de 1946 à 1950
- Champion de France sur 50 km marche (2):
  -  en 1953 et 1955

### Championnats d'Europe
- Championnats d'Europe d'athlétisme de 1946
  -  3esur le 10 km marche en 48 min 10 s
- Championnats d'Europe d'athlétisme de 1950
  -  2e sur le 10 km marche en 46 min 16 s

### Jeux olympiques
- Jeux olympiques de 1948
  - 6e aux 10 km marche
- Jeux olympiques de 1952
  - 7e aux 10 km marche